# Kedzie (línea Rosa)
Kedzie es una estación en la línea Rosa del Metro de Chicago. La estación se encuentra localizada en 1944 South Kedzie Avenue en Chicago, Illinois. La estación Kedzie fue inaugurada el 10 de marzo de 1902.  La Autoridad de Tránsito de Chicago es la encargada por el mantenimiento y administración de la estación.

## Descripción
La estación Kedzie cuenta con 1 plataforma central y 2 vías. 

## Conexiones
La estación es abastecida por las siguientes conexiones de autobuses: 
- Rutas del CTA Buses
  - 21 Cemark
  - 52 Kedzie/California